# Burówko
Burówko – obecnie uroczysko-dawna miejscowość, dawna osada młyńska w Polsce, w województwie zachodniopomorskim, w powiecie goleniowskim, w gminie Goleniów.
Obecnie miejscowość całkowicie niezamieszkana, a w jej miejscu znajdują się ruiny młyna. 

## Historia
Przed 1945 r. wieś należała do Niemiec i znajdowała się w prowincji Pomorze, w rejencji szczecińskiej, w powiecie Naugard (do 1939 w powiecie Randow). Miejscowość usytuowana była przy linii kolejowej Goleniów-Nowogard, nad rzeką Gowienica, w Puszczy Goleniowskiej. 
We wsi działał młyn oraz stacja kolejowa, które rozebrano po II wojnie światowej. Wieś została zniszczona pod koniec II wojny światowej.
Do 1945 r. niemiecką nazwą osady była Burower Mühl. W 1948 r. ustalono urzędowo polską nazwę osady Burówko.